# ويليام كيرلي
ويليام كيرلي (بالإنجليزية: William Curley)‏ هو طاهي بريطاني، ولد في 29 أكتوبر 1971 في فايف (اسكتلندا) في المملكة المتحدة.